# M10 Wolverine
М10 е американски унищожител на танкове през Втората световна война.
Известен като TDs (от англ. – множествено число на съкращението от Tank Destroyer, унищожител на танкове) и като Wolverine. Има триинчово оръдие и е бил разработен по прототип на T35.